# Josef Jelineck
Josef Jelineck est un footballeur autrichien naturalisé français né le 21 septembre 1916 à Vienne (Autriche). Ce joueur a évolué comme attaquant à Toulouse, Roubaix et Sète en Division 1, dans les années 1940.

## Carrière de joueur
- avant 1936 : Wiener SK
- 1936-1945 : Toulouse FC (22 matches et 4 buts en Division 1)
- 1945-1946 : Roubaix (en Division 1)
- 1946-1948 : Lyon OU (en Division 2)
- 1948-1949 : US Valenciennes-Anzin (en division 2)
- 1948-1951 : FC Sète (37 matches et 3 buts en Division 1)

## Source
- Marc Barreaud, Dictionnaire des footballeurs étrangers du championnat professionnel français (1932-1997), l'Harmattan, 1997, cf. page 106.